# Interaktives Bildschirmexperiment

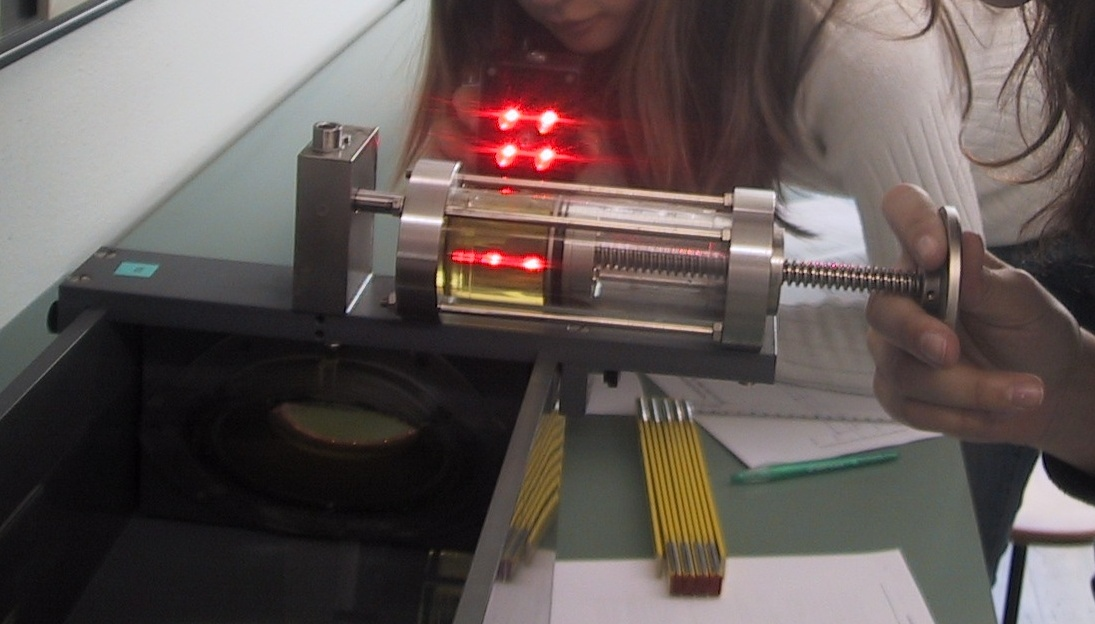
Schüler arbeiten im Realexperiment mit einem Modell des menschlichen Auges

Ein Interaktives Bildschirmexperiment (IBE) ermöglicht das Experimentieren am Computerbildschirm. Es besteht aus einer fotografischen Repräsentation eines realen Experimentes. Alle für das Experiment fachlich und didaktisch relevanten Handlungen werden im Idealfall durch das IBE unterstützt. Damit vereint ein IBE Vorzüge einer Simulation mit der realistischen Darstellung eines Realfilms. Die Erstellung eines IBE ist aufwändig, da für jede vornehmbare Handlung und jede Anordnung der Bauteile des Realexperimentes Fotoserien oder Videosequenzen hergestellt werden müssen. Die Fotos werden mit den Handlungen (Mausbewegungen) der Benutzer so verknüpft, dass der Eindruck einer direkten Manipulation des abgebildeten Experimentes entsteht. Erste IBE wurden 1999 an der TU Berlin entwickelt. Technisch werden IBE durch die Einbettung der Fotos in Autorensysteme realisiert (z. B. Adobe Director oder ActionScript).

## Abgrenzung zu Realfilm und Simulation
| Eigenschaften                  | Realfilm             | IBE                  | Simulation           |
| 1 Repräsentationsart           | 1 Repräsentationsart | 1 Repräsentationsart | 1 Repräsentationsart |
| ------------------------------ | -------------------- | -------------------- | -------------------- |
| a) künstliche Abbilder         | 0                    | 0                    | X                    |
| b) reale Abbilder              | X                    | X                    | 0                    |
| 2 Daten basieren auf           |                      |                      |                      |
| a) mathematischen Modellen     | 0                    | 0                    | X                    |
| b) realen Vorgängen            | X                    | X                    | 0                    |
| 3 Abfolge                      |                      |                      |                      |
| a) linear                      | X                    | 0                    | 0                    |
| b) verzweigt (mehrdimensional) | 0                    | X                    | X                    |
| 4 Interaktion                  |                      |                      |                      |
| a) Indirekte Manipulation      | X                    | 0                    | 0                    |
| b) Direkte Manipulation        | 0                    | X                    | X                    |

Quelle: Physikdidaktik der TU Berlin

## Einsatzmöglichkeiten
IBE können in Lernsituationen eingesetzt werden, in denen Experimentieren des Lernenden didaktisch gewünscht ist:
- im Hochschul- oder Betriebspraktikum,
- in der Schule, z. B. im Physikunterricht,
- zum Vor- oder Nachbereiten realer Experimente an anderen Orten (außerhalb der Praktikumsräume bzw. der Schule).

IBE haben gegenüber realen Experimenten den Vorteil, dass – bei vorhandenen Computern – der Logistikaufwand erheblich geringer ist. Nachteil ist, dass dem IBE die haptische Komponente des Realexperimentes fehlt.

## Forschung und Entwicklung
Viele Forschungsarbeiten rund um IBE sind Entwicklungsprojekte, bei denen aus realen Experimenten neue IBE entwickelt wurden, wenige Arbeiten untersuchen bislang empirisch die Lernwirksamkeit. Ihre Ergebnisse lassen sich zusammenfassen:
- Vergleichbarer Lernerfolg: Der Vergleich mit Hilfe von Nebenfachstudenten, die im Physikpraktikum mit IBE (eingebettet in eine hypermediale Lernumgebung) oder mit den realen Experimenten arbeiteten, lieferte die gleiche Lernwirksamkeit.[3]
- Höhere Lerneffizienz: Beim Einsatz im Schülerpraktikum (Physikunterricht 9. Klasse Gymnasium) stellte man fest, dass die Schüler mit dem IBE genauso gut lernen wie mit dem Realexperiment, jedoch arbeiten die Schüler mit dem IBE um 28 % schneller.[4]